# Prvotravanjska šala
Prvotravanjska šala označava običaj kada osobe 1. travnja jedni drugima smišljaju bezopasne smicalice ili objavljuju krivotvorene ili lažne novosti,  priče ili informacije. Cilj je da se primjerice članove obitelji, prijatelje, poslovne kolege, itd. želi dovesti u smiješan položaj. Prvotravanjske su šale običajne u većini europskih zemalja, a poznate su već od 16. stoljeća.
I u novinama, časopisima, u prilozima radijskih ili televizijskih postaja, a ponekad i na web-stranicama s prvotravanjskim šalama čitatelja ili slušatelja s na prvi pogled vjerodostojnim doprinosima "pošalje u travanj". 

## Podrijetlo
Nije poznato kako je nastao običaj. Često se navode sljedeća (nepotvrđena) objašnjenja:
- navodno je 1. travnja djevojka od šesnaest godina nepoznatog imena ponudila tajni rendezvous Henriku IV., kralju Francuske od 1589. – 1610., koji je bio sklon mladim ženama, u diskretnim prostorijama dvorca. Kad se Henrik pojavio u naznačeno vrijeme na sastanku, našao je umjesto mlade djevojke svoju suprugu Mariju de' Medici.
- 1. travnja je, prema predaji bio rođendan ili godišnjica smrti Jude Iškariotskog, koji je izdao Isusa.
- Francuski kralj Karlo IX. je 1564. kroz edikt od Roussillona proveo veliku reformu kalendara i preselio službeni početak godine na 1. siječnja. U nekim regijama Francuske ljudi su dijelom iz neznanja slavili početak godine krajem ožujka.

## Vanjske poveznice
- www.museumofhoaxes.com (engl.)